# Fissidens welwitschii
Fissidens welwitschii är en bladmossart som beskrevs av Jean Étienne Duby 1872. Fissidens welwitschii ingår i släktet fickmossor, och familjen Fissidentaceae. Inga underarter finns listade i Catalogue of Life.